# Glossanodon australis
Glossanodon australis är en fiskart som beskrevs av Kobyliansky, 1998. Glossanodon australis ingår i släktet Glossanodon och familjen guldlaxfiskar. Inga underarter finns listade i Catalogue of Life.